# 北海道道339号高根平岸停車場線
北海道道339号高根平岸停車場線（ほっかいどうどう339ごう たかねひらぎしていしゃじょうせん）は、北海道芦別市と赤平市を結ぶ一般道道（北海道道）である。

## 概要

### 路線データ
- 起点：北海道芦別市高根町
- 終点：北海道赤平市平岸仲町4丁目（JR北海道 根室本線 平岸駅）
- 路線延長：4.2km（実延長）

## 歴史
- 1961年（昭和36年）3月31日 - 336号として路線認定[1]。
- 1994年（平成6年）10月1日 - 路線番号を339号に変更[2]。

## 路線状況

### 重複区間
- 芦別市高根町 - 赤平市平岸仲町4丁目（国道38号）

## 地理
芦別市内は、高根川（空知川支流）に沿って走る。

### 通過する自治体
- 空知総合振興局
  - 芦別市
  - 赤平市

### 交差する道路
芦別市
- 国道38号 - 高根町（重複）

赤平市
- 国道38号 - 平岸仲町4丁目（重複）

### 沿線にある施設など
赤平市
- 平岸郵便局 - 平岸仲町3丁目19
- 赤歌警察署平岸駐在所 - 平岸仲町4丁目2
- JR北海道 根室本線 平岸駅 - 平岸仲町1丁目